# Płotycz
Płotycz (ukr. Плотича, Płotycza) – wieś na Ukrainie, w obwodzie tarnopolskim, w rejonie tarnopolskim. W 2001 roku liczyła ok. 1,3 tys. mieszkańców.

## Położenie
Wieś leży nad Seretem, 8 km na północny zachód od Tarnopola.

## Historia

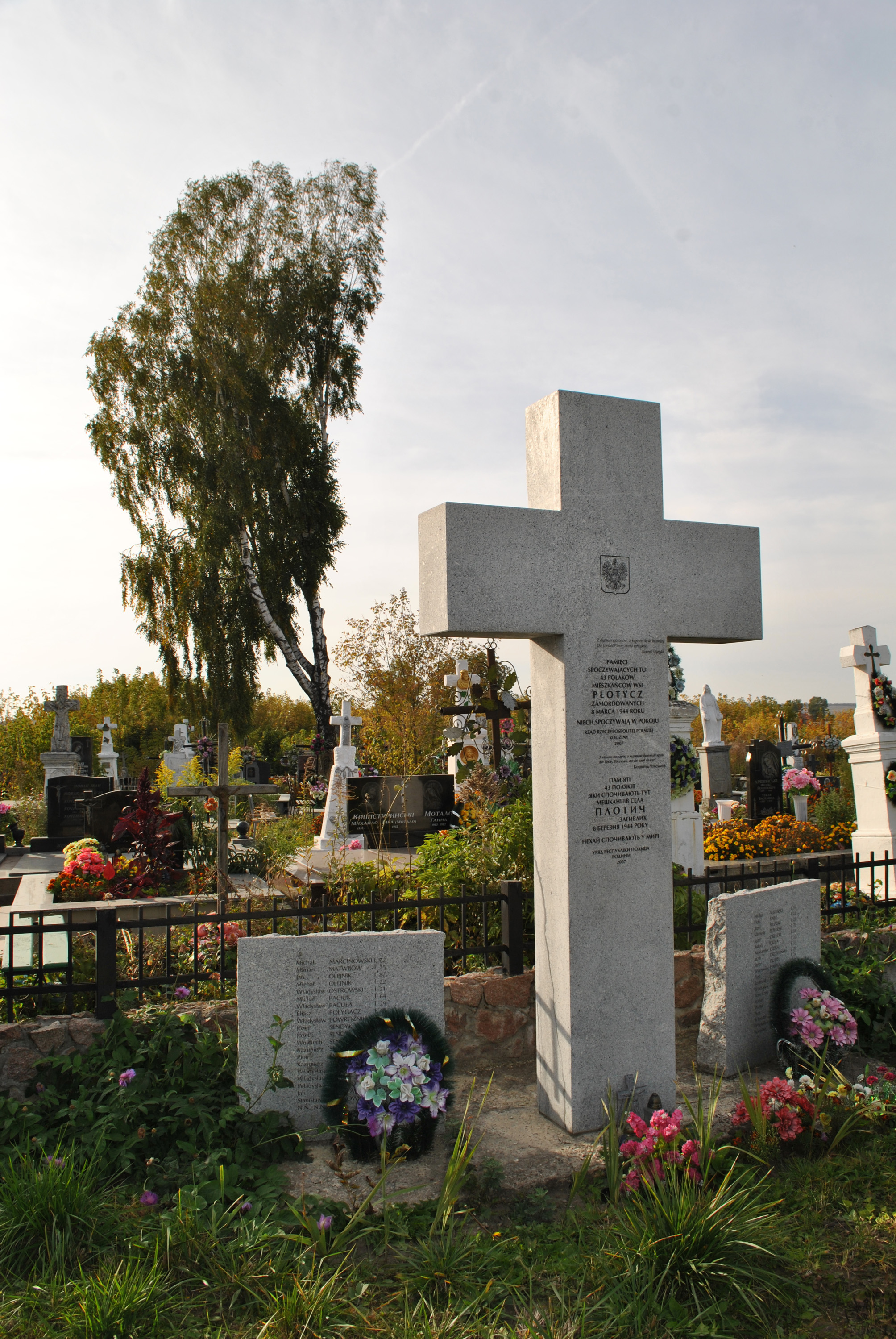
Pomnik pomordowanych Polaków

Pierwsze wzmianki o wsi pochodzą z pierwszej połowy XVI wieku. Według miejscowej tradycji od XVII wieku Płotycz niezmiennie należał do Korytowskich. Na przełomie XIX i XX w. jej właścicielem był Juliusz Korytowski.
W II Rzeczypospolitej miejscowość stanowiła początkowo samodzielną gminę jednostkową. 1 sierpnia 1934 roku w ramach reformy na podstawie ustawy scaleniowej została włączona do zbiorowej gminy wiejskiej Hłuboczek Wielki w powiecie tarnopolskim, w województwie tarnopolskim. W tym czasie ludność wsi była w znacznej większości polska.
W czasie okupacji niemieckiej polski mieszkaniec wsi Jan Czaban wraz z synem Kazimierzem udzielał pomocy Żydom. W 2017 roku Instytut Jad Waszem uhonorował ich tytułami Sprawiedliwych wśród Narodów Świata.
Podczas ataków banderowskich na Polaków w Płotyczu istniała silna polska samoobrona. 8 marca 1944 roku Niemcy spacyfikowali wieś zabijając 40 mężczyzn. Zdaniem H. Komańskiego i Sz. Siekierki oraz G. Rąkowskiego przyczyną egzekucji był donos ukraiński. Mimo pacyfikacji, w sprawozdaniu Komitetu Ziem Wschodnich z grudnia 1944 roku Płotycz był wymieniany jako jedno ze skupisk Polaków w powiecie tarnopolskim.
W 2008 roku na miejscowym cmentarzu odsłonięto pomnik ku czci zabitych.

## Zabytki
- pałac w stylu klasycystycznym, który przetrwał dwie wojny światowe[10]. Wybudowany pod koniec XVIII w. przez Felicjana Korytowskiego. Współcześnie (2005 rok) mieści się w nim szpital[1].
- kościół katolicki z 1868 roku mieszczący groby Korytowskich. W 2005 roku był nieużywany i zdewastowany[1].
- cerkiew Zaśnięcia Bogarodzicy z 1900 roku[1].
- zabytkowy park pałacowy (10,2 ha)[1]

## Urodzeni w Płotyczy
- Jerzy Baworowski – polski poseł, ziemianin
- Jan Maciej Jasielski – kapitan Wojska Polskiego